# Shenmue III
Shenmue III (яп. シェンムー III, Сенму: Сурі:) — запланована третя частина серії Shenmue від відомого дизайнера Ю Судзуки. Ггра розробляється силами японських студій YS Net і Neilo, а також Монакською студією Shibuya Productions. Виданням гри займеться Sony Computer Entertainment. Знаходиться в розробці для Windows і PlayStation 4, і планується до виходу в грудні 2017 року.
Офіційний анонс Shenmue III відбувся на конференції компанії Sony, в рамках виставки E3 2015.